# Vilare Island
Vilare Island (englisch; bulgarisch остров Виларе ostrow Wilare) ist eine niedrige, unvereiste, in ost-westlicher Ausrichtung 130 m lange und 60 m breite Insel im Archipel der Südlichen Shetlandinseln. In der Gruppe der Onogur-Inseln vor der Nordwestküste von Robert Island liegt sie 1,7 km ostnordöstlich des Misnomer Point und 0,29 km westsüdwestlich des Shipot Point. Von Churicheni Island trennt sie eine 20 m breite Meerenge.
Bulgarische Wissenschaftler kartierten sie 2009. Die bulgarische Kommission für Antarktische Geographische Namen benannte sie 2013 nach der Ortschaft Wilare im Norden Bulgariens.